# Abronia ornelasi
Abronia ornelasi är en ödleart som beskrevs av  Campbell 1984. Abronia ornelasi ingår i släktet Abronia och familjen kopparödlor. IUCN kategoriserar arten globalt som otillräckligt studerad. Inga underarter finns listade i Catalogue of Life.

## Bildgalleri

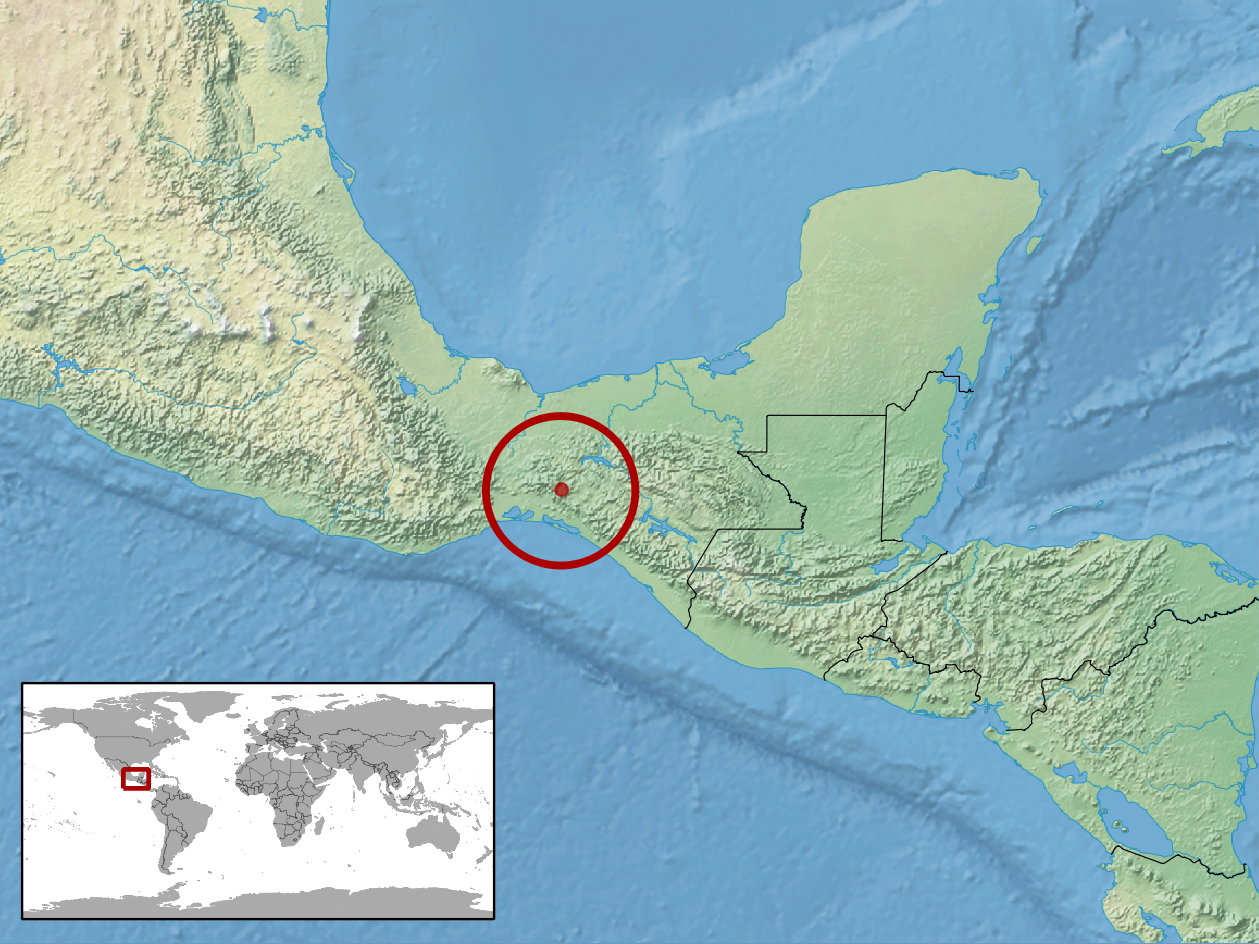